# روبوت مفصلي

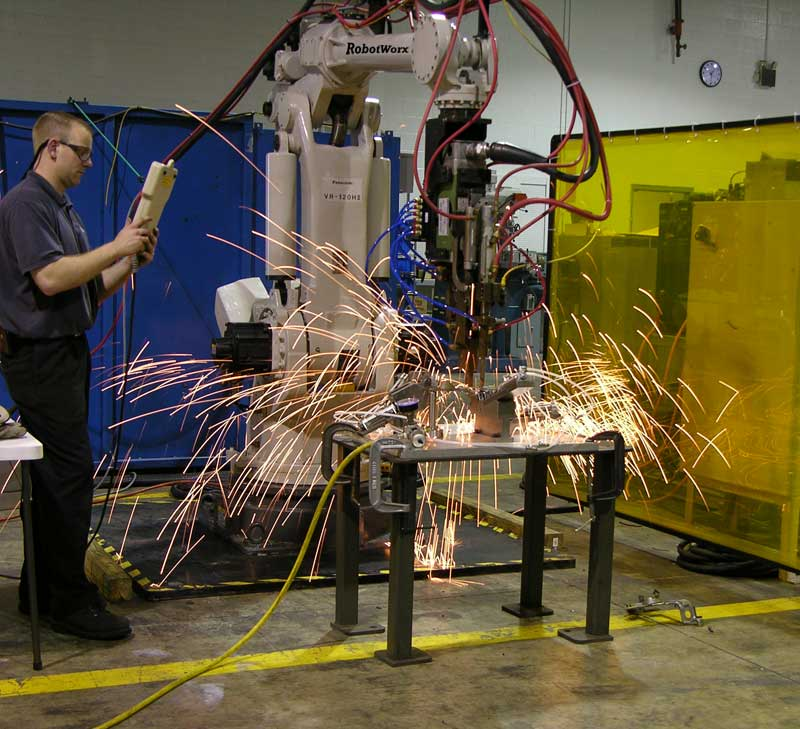
روبوت مفصلي يقوم بعملية اللحام.

الروبوت المفصلي (بالإنجليزية: Articulated robot)‏ هو روبوت مزود بمفاصل قادرة على الدوران (على سبيل المثال: روبوت صناعي أو روبوت ذو أرجل) الروبوتات المفصلية يمكنها أن تتكون من هيكلين متصلين أو أكثر ويمكنها أن تعمل بواسطة عدد مختلف من الوسائل، من بينها: المحركات الكهربائية.

## معرض صور

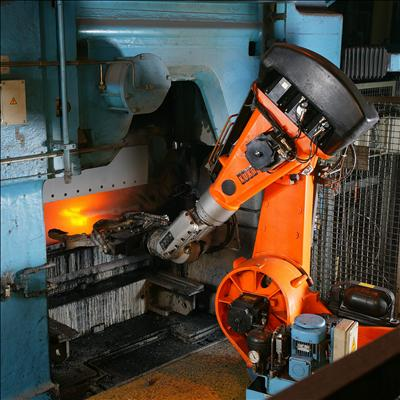
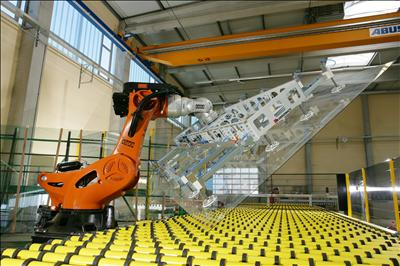
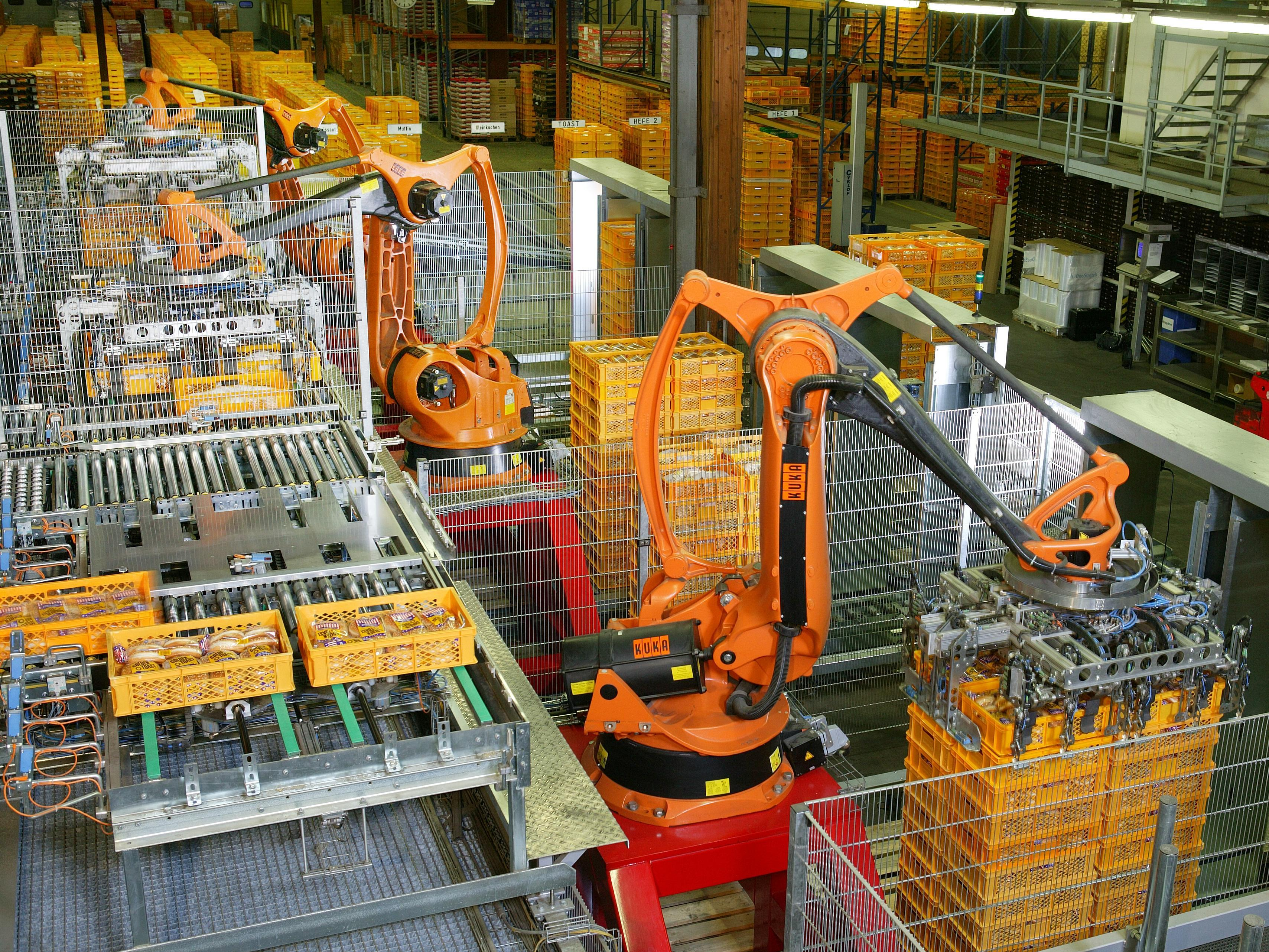